# Neocoenyra superflua
Neocoenyra superflua är en fjärilsart som beskrevs av Embrik Strand 1911. Neocoenyra superflua ingår i släktet Neocoenyra och familjen praktfjärilar. Inga underarter finns listade i Catalogue of Life.